# Dwa światy (film 2008)
Dwa światy (duń. To verdener) – duński dramat obyczajowy z 2008 roku w reżyserii Nielsa Ardena Opleva. Autorami scenariusza byli reżyser oraz Steen Bille. W głównej roli wystąpiła Rosalinde Mynster.
Film przedstawia prawdziwą historię siedemnastoletniej dziewczyny pochodzącej z rodziny, której członkowie są praktykującymi Świadkami Jehowy. Nastolatka zostaje zmuszona do wyboru pomiędzy wiarą a miłością do niewierzącego mężczyzny.
Zdjęcia kręcono w Kopenhadze i Svendborgu (wyspa Fionia). Film był prezentowany w 2008 roku na 58. MFF w Berlinie. Dania zgłosiła go też do Oscara w kategorii najlepszy film nieanglojęzyczny w 2009 roku, lecz nie otrzymał nominacji.

## Fabuła
Sara ma siedemnaście lat. Mieszka z rodziną praktykujących Świadków Jehowy. Nieskazitelny obraz wiary rodziców zostaje naruszony po rozwodzie rodziców, do którego doszło z powodu zdrady ojca. Któregoś wieczora Sara poznaje na dyskotece kilka lat starszego Teisa. Chłopak nie jest Świadkiem Jehowy. Randkowanie z Teisem zostaje potępione przez ojca. Sara jednak pozostaje wierna swoim uczuciom. Zaczyna wątpić w prawdziwość wyznawanych przez rodzinę prawd wiary. Opuszcza dom i decyduje się na zamieszkanie z Teisem. Spotyka ją za to ostracyzm ze strony rodziny, przyjaciół i całej wspólnoty. Dziewczyna zmuszona zostaje do podjęcia ostatecznej decyzji, na co ma wpływ śmierć najbliższej koleżanki, która nie zdecydowała się na transfuzję krwi po przeżytym wypadku.

## Obsada
- Rosalinde Mynster – jako Sara
- Pilou Asbæk – jako Teis
- Jens Jørn Spottag – jako Andreas Dahl
- Sarah Boberg – jako Karen
- Anders W. Berthelsen – jako John
- Sarah Juel Werner – jako Elisabeth
- Jacob Ottensten – jako August
- Thomas Knuth-Winterfeldt – jako Jonas
- Charlotte Fich – jako Jette
- Hans Henrik Voetmann – jako Vagn
- Catrine Beck – jako Thea
- Hans Henrik Clemensen – jako Erik